# Astragalus leporinus
Astragalus leporinus är en ärtväxtart som beskrevs av Pierre Edmond Boissier. Astragalus leporinus ingår i släktet vedlar, och familjen ärtväxter. Inga underarter finns listade i Catalogue of Life.